# اوله ژورکا
اوله ژورکا (اوکراینی: Олег Васильович Журка؛ زادهٔ ۴ نوامبر ۱۹۷۷) بازیکن فوتبال اهل اوکراین است.
از باشگاه‌هایی که در آن بازی کرده‌است می‌توان به باشگاه فوتبال اوورلا اوژهورود و باشگاه فوتبال اوبولون-برووار کیف اشاره کرد.